# Mercat Medieval de Vic

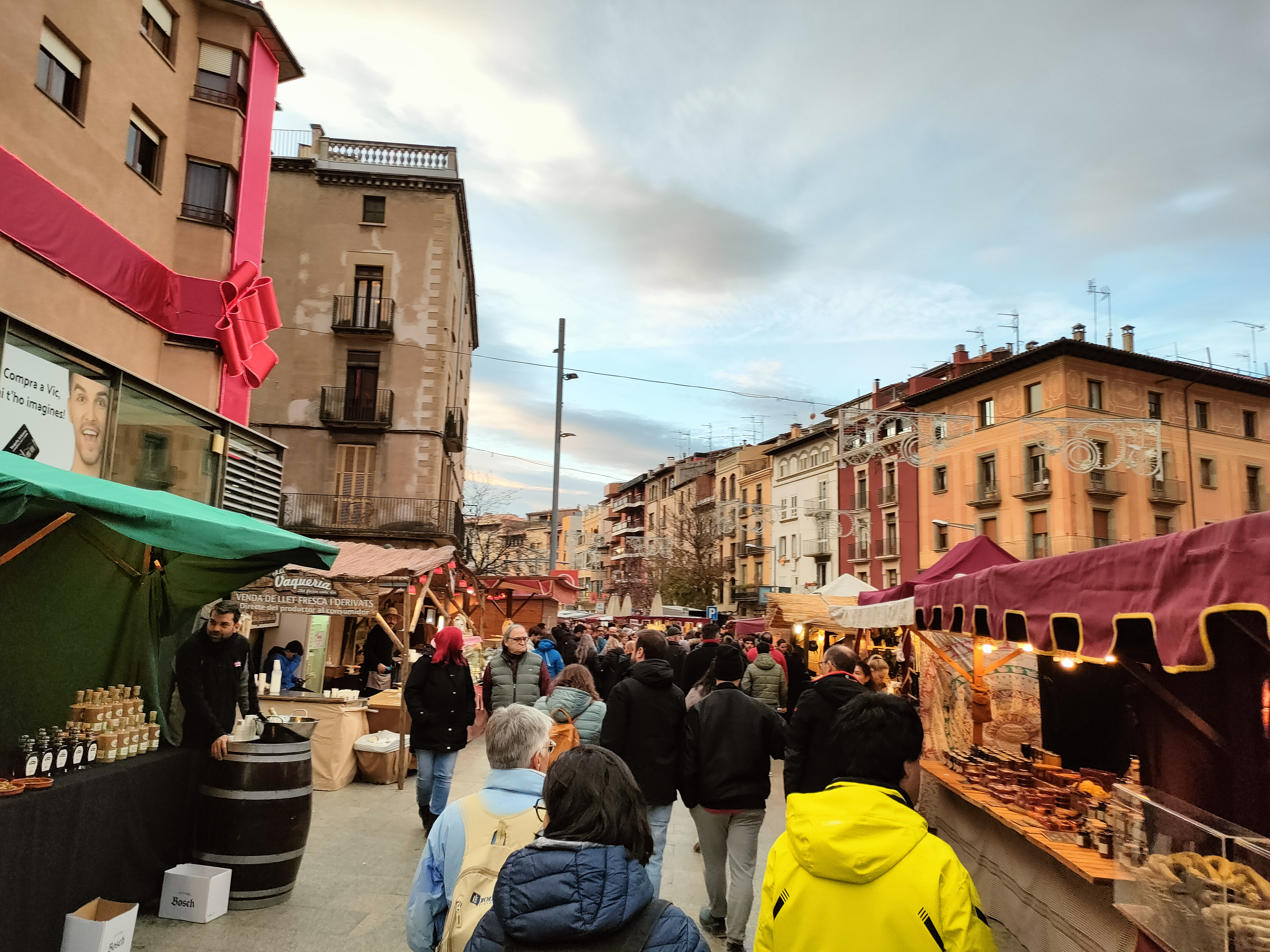
El Mercat Medieval de Vic del 2023, a la plaça de Santa Clara, amb la rambla del Carme al fons

 El mercat medieval de Vic és un certamen festiu en què es combinen espectacles al carrer i parades d'artesans, tot ambientat en l'edat mitjana. Se celebra cada mes de desembre des de l'any 1996. Es tracta d'un dels certàmens d'aquest tipus celebrats a Catalunya que compta amb més edicions i amb una important afluència de públic. Es tracta d'una activitat adreçada a un públic de tipus familiar a la vegada que, gràcies a la seva bona documentació, ha esdevingut punt de referència per d'altres activitats semblants.